# Colecția de Carte Veche și Icoane „Ștefan Crișan”
Colecția de Carte Veche și Icoane „Ștefan Crișan” este un muzeu județean din Lipova, amplasat în Str. B. P. Hasdeu nr. 22. Colecția prezintă exemplare de carte veche românească și străină, obiecte de cult, icoane pe lemn și sticlă din secolele XVIII - XIX.